# Mamadou Ndala
Mamadou Mustafa Ndala (né le 8 décembre 1978 à Ibambi, dans le territoire de Wamba (Province Orientale) et mort le 2 janvier 2014[Où ?]),  il fut  colonel des Forces armées de la République démocratique du Congo (FARDC).
Formé par des instructeurs belges, angolais, américains et chinois, il fut commandant du 42e bataillon des commandos des Unités de réaction rapide des FARDC. Il s'est rendu célèbre en remportant des victoires éclatantes sur les combattants du Mouvement du 23 mars (M23), durant la première rébellion du M23, dans l'est de la république démocratique du Congo.
Il est mort calciné dans sa jeep avec deux de ses gardes du corps le 2 janvier 2014, des suites d'une embuscade tendue, selon le gouvernement congolais, par les rebelles ougandais d'ADF-Nalu à 10 kilomètres de Beni, au Nord-Kivu,. Il était marié et père de trois enfants. Il a été inhumé au camp Kokolo de Kinshasa et nommé général de brigade à titre posthume.

## Biographie

### Enfance
Le jeune Mamadou Ndala voit le jour dans l'ancienne province du Haut-Zaïre et grandit dans une famille musulmane, culte qu'il pratiquera jusqu'à sa mort. Il fait ses études primaires à Ibambi et poursuit les études secondaires à l'institut les Aiglons d'Isiro, la capitale de la Province du Haut-Uélé. Il s'inscrit ensuite au complexe scolaire « Petits Anges ». Ses amis d’enfance le décrivent comme un excellent footballeur. Il avait notamment évolué au sein d’Africa Sport, une équipe locale d’Isiro, dissoute il y a quelques années.

### Carrière et exploits militaires
Mamadou Ndala entre dans l'armée le 6 juin 1997. Quatorze ans plus tard, le 7 janvier 2011, il est promu au grade de colonel. Il prend le commandement du 42e bataillon des commandos des Unités de Réaction Rapide. Il se fait rapidement remarquer par la population de Goma, en juillet et août 2013, en menant des offensives victorieuses contre les combattants du M23 qui assiégeaient la ville. L'inertie des casques bleus avait fini par lasser la population. Dans un premier temps, les victoires des hommes de Ndala laissent la population dubitative. L'armée congolaise avait habitué la population à des débandades ahurissantes, comme en novembre 2012 lorsque le M23 s'était emparé de la ville de Goma désertée par l'armée nationale. Trois mois plus tôt, dans une interview accordée à la journaliste belge Colette Braeckman, le général rwandais James Kabarebe avait affirmé que l'armée congolaise n'était même pas capable de tuer un rat.
Les Congolais étaient prostrés dans un mélange de ressentiment et d'humiliation. Ils n'en revenaient pas en voyant leurs soldats s'imposer sur le champ de bataille et montrer les corps des ennemis jusqu'alors présentés comme invincibles. Les batailles sont rudes et le M23 subit de lourdes pertes. Le colonel Mamadou Ndala doit parallèlement intervenir auprès de la population en colère contre la Monusco dont l'attitude ambiguë fait craindre un retournement de situation. Surtout après un ultimatum qu'elle lança contre le M23, suivi d'un rétropédalage. Des foules caillassaient les convois de la Monusco. Seules les interventions du colonel Ndala auprès de la population permettaient d'apaiser la situation.

### La rumeur
Mi-juillet, une rumeur annonçant le rappel du colonel Mamadou Ndala à Kinshasa provoque de violentes manifestations à Goma contre la Mission de l'Organisation des Nations unies pour la stabilisation en république démocratique du Congo (MONUSCO) et le Président Joseph Kabila, accusés de vouloir paralyser l'action de l'armée et du colonel. C'est une pratique longtemps déplorée au Congo : les officiers qui se distinguent au combat sont rappelés à Kinshasa et neutralisés, comme s'il y avait une volonté politique visant à faire durer le conflit entre le Congo et le Rwanda. Le nom du général Mbuza Mabe, de son vrai nom Nkoy Nkumu Mbanze, surnommé l'homme de Bukavu, revenait dans toutes les conversations[réf. souhaitée]. Cet ancien officier des FAZ, puis des FARDC, est connu pour avoir sauvé la ville de Bukavu en 2004. La ville avait été envahie par des troupes commandées par le général Laurent Nkunda et le colonel Jules Mutebutsi. Après ses faits d'armes à Bukavu, Félix Mbuza Mabe fut rappelé par Kinshasa et envoyé sur la base de Kitona. En 2009, il mourut à Johannesbourg des suites d'une longue maladie, probablement due à un empoisonnement. La population de Goma fut ainsi paniquée par l'idée que le célèbre colonel fût au point de subir le même sort.

### Le tournant

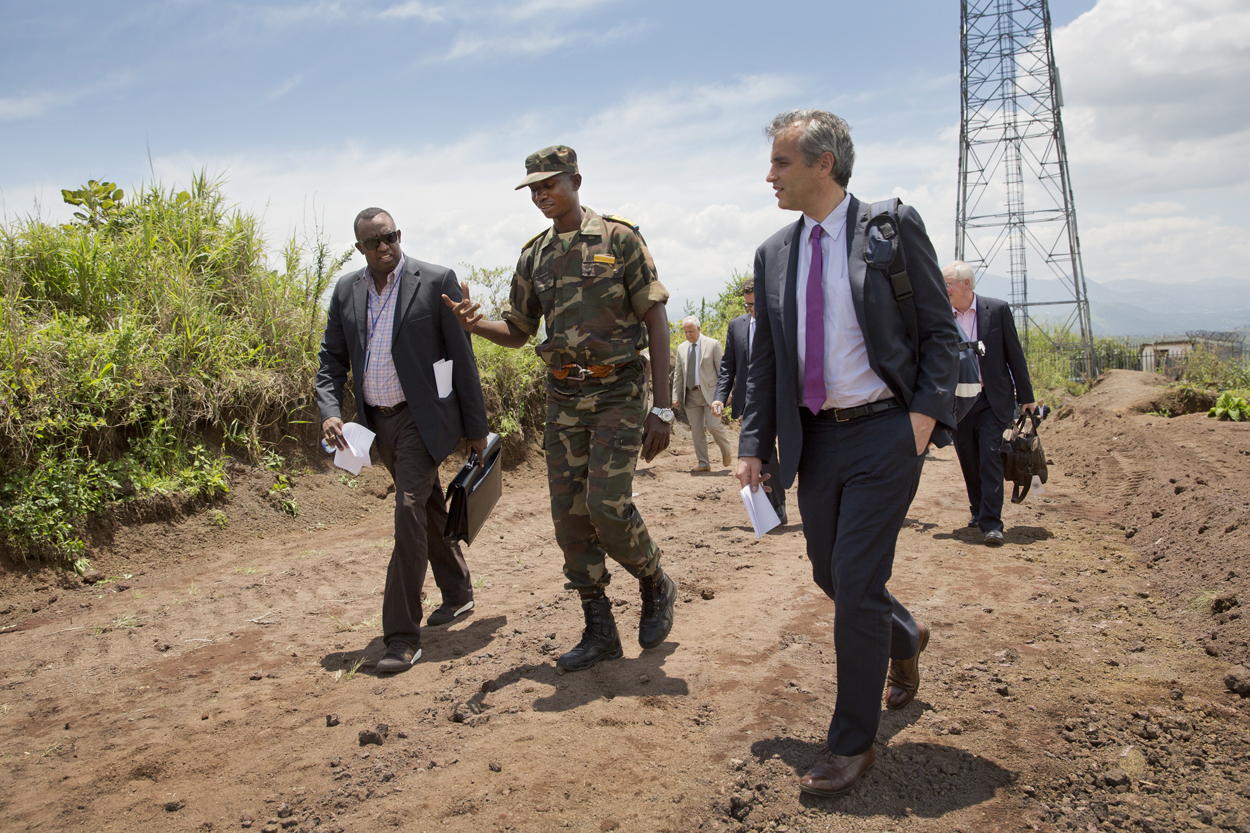
Mamadou Ndala fait visiter aux membres du conseil de sécurité des Nations unies les trois antennes, début octobre 2013. La position autour de Goma a été reprise des mains du M23 par les FARDC du colonel Ndala.

La guerre va connaître un tournant décisif fin août 2013 lorsque le M23 lance des obus sur la ville de Goma. Une offensive musclée des FARDC appuyées par la brigade d'intervention de la MONUSCO va mener les troupes de Mamadou Ndala à son plus haut fait d'armes, la conquête des "Trois antennes" dans le secteur de Kibati. La bataille de Kibati cause de lourdes pertes au M23 qui laisse d'importantes quantités de munitions et sombre dans le doute.
Après Kibumba, Kiwanja et Rutshuru-centre, l'armée congolaise s'empare de la base de Rumangabo le 28 octobre 2013.
Les victoires des FARDC s'enchaînent jusqu'à la reprise de Bunagana, le 30 octobre 2013. Le colonel Mamadou Ndala rentre triomphalement dans la ville. Dans la foulée, Martin Kobler, le patron de la MONUSCO annonce la fin du Mouvement du 23-Mars (M23) en tant que force militaire.

### Bilan
Au 25 novembre 2013, les combats entre les FARDC et le M23 auront coûté la vie à plus de 900 combattants selon les autorités congolaises. « Depuis le 20 mai et jusqu'au 5 novembre, les FARDC (armée gouvernementale) ont eu 201 morts et 680 blessés. Du côté du M23, il y a eu 721 morts et 543 capturés, dont 72 Rwandais et 28 Ougandais », a déclaré le général Jean-Lucien Bahuma, commandant de la 8e région militaire, qui comprend la province du Nord-Kivu, théâtre des combats. Trois casques bleus de la mission de l'ONU ont également été tués.

### La dernière mission
Conformément à la résolution 2098(2013) du Conseil de sécurité de l'ONU, l'opération de neutralisation de tous les groupes armés devait se poursuivre. Le colonel Mamadou Ndala est ainsi envoyé dans le Nord de la Province du Nord-Kivu, en territoire de Beni où sévit un violent groupe armé, les ADF-Nalu, connus pour de multiples exactions dont des enlèvements de civils (plus de 600 personnes depuis trois ans) et des massacres. Le colonel Ndala prend l'engagement devant la population de traquer ces maquisards même sous l'eau.
L'armée congolaise, sous son commandement, avait sécurisé le secteur et repris la cité de Kamango qui était tombée, le 25 décembre 2013, entre les mains des combattants venus d'Ouganda. Il s'apprêtait à lancer une offensive générale pour liquider les ADF-Nalu. Les unités de l'armée étaient positionnées.
Le 2 janvier 2014, en fin de matinée, le colonel Mamadou Ndala et son escorte quittent l'hôtel Albertine de Beni-Boikene en direction d'Eringeti (54 km de Beni) à bord d'une jeep montée d'une mitraillette lourde. À hauteur de la localité de Ngadi (environ 10 km de Beni), la section tombe dans une embuscade. Une roquette de RPG-7 frappe l'avant de son 4x4. Le colonel Mamadou Ndala et trois de ses gardes du corps, dont une femme soldat (prénommée Edith), sont tués sur le coup.

### Crédibilité de l'enquête
La possibilité d'une embuscade tendue par les rebelles ougandais a été rapidement remise en question. Un des gardes du corps du colonel, Paul Safari, rescapé de l'embuscade, a décrit les assaillants comme portant des uniformes de l'armée congolaise et parlant kinyarwanda et lingala. Les premiers analystes militaires à se prononcer ont également émis des doutes sur la version officielle qu'ils ont ensuite récusée après l'analyse des images. Le très populaire colonel aurait finalement été victime d'un assassinat. Les enquêteurs ont rapidement privilégié la piste des soldats issus des rébellions tutsies proche de Kigali et Kampala et qui avaient été intégrés dans les rangs de l'armée nationale. Cette piste est renforcée par la joie qui se lit dans un message envoyé de Kampala par l'ancien chef militaire du M23 Sultani Makenga à un journaliste de Beni : "Eh ça va garçon, Votre colonel qui m’a chassé, croyait qu’il était plus fort que nous. Où est-il aujourd’hui ?  Cher ami, vous devez savoir que nous avons des réseaux partout". Le lieutenant-colonel Tito Bizuru, ancien cadre du CNDP de Laurent Nkunda, l'ancêtre du M23, ainsi que son garde du corps, ont été arrêtés. Un autre suspect, le général Moundos, proche de Joseph Kabila, a été interpellé, puis laissé libre et nommé second de l'opération Sokola contre les ADF-Nalu.
La Mission des Nations unies au Congo (MONUSCO) a indiqué qu'elle était disposée à participer aux enquêtes si les autorités congolaises lui en font la demande.

## Symbole
Le colonel Mamadou Ndala est présenté comme la réincarnation du patriotisme congolais, perdu depuis l'assassinat de Patrice Lumumba. Il est présenté comme le nouveau Lumumba, notamment dans les mouvements de la diaspora congolaise.